# Canton de Pleumartin
Le canton de Pleumartin est un ancien canton français situé dans le département de la Vienne et la région Poitou-Charentes.

## Géographie
Ce canton était organisé autour de Pleumartin dans l'arrondissement de Châtellerault. Son altitude varie de 46 m (Mairé) à 144 m (Coussay-les-Bois) pour une altitude moyenne de 356 m.

## Représentation

### Conseillers généraux de 1833 à 2015
| Période | Période             | Identité                                                  | Étiquette            | Qualité |
| ------- | ------------------- | --------------------------------------------------------- | -------------------- | --- |
| 1833    | 1836                | Baron Marc Jean Demarçay                                  | Gauche               | Maréchal-de-camp, député (1819-1823, 1828-1839) Propriétaire à Martaizé Elu également dans le Canton de Charroux              |
| 1836    | 1845                | Charles Pastoureau du Puynode (1789-1862)                 |                      | Propriétaire à La Roche-Posay, conseiller d'arrondissement                                                                    |
| 1845    | 1852                | Armand Henri Louis d'Argence                              |                      | Ancien substitut du Procureur du Roi Propriétaire du château de Londière, maire de Chenevelles                                |
| 1852    | 1861                | Antoine Bergerault                                        | Conservateur libéral | Docteur en médecine, propriétaire à Mairé Adjoint au Maire d'Abilly                                                           |
| 1861    | 1862 (invalidation) | Joseph Thomas d'Alvarès                                   |                      | Directeur de la compagnie d'assurances L'Aigle Propriétaire à Pleumartin et à Paris                                           |
| 1862    | 1883                | Antoine Bergerault (fils)                                 | Républicain          | Docteur en médecine à La Roche-Posay                                                                                          |
| 1883    | 1889                | Achille Charles Brissonnet                                | Républicain          | Maire de Pleumartin |
| 1889    | 1895                | Marquis Marie Anne Antoine Ysoré d'Hervault de Pleumartin | Monarchiste          | Maire de Pleumartin |
| 1895    | 1919                | Ludovic Martin                                            | Républicain          | Agriculteur Maire de Chenevelles, conseiller d'arrondissement                                                                 |
| 1919    | 1925                | Pierre Périvier                                           | URD                  | Propriétaire terrien Conseiller municipal de Pleumartin Député (1919-1924)                                                    |
| 1925    | 1931                | André Bordier                                             | Républicain radical  | Maire de Vicq-sur-Gartempe, conseiller d'arrondissement                                                                       |
| 1931    | 1937                | Auguste Barbotin                                          | Radical              | Maire de Leigné-les-Bois |
| 1937    | 1940                | Jules Gabillard                                           | RG                   | Vétérinaire à Pleumartin, conseiller d'arrondissement Nommé conseiller départemental en 1943                                  |
|         |                     |                                                           |                      | |
| 1945    | 1967                | Marcel Pilot                                              | Rad.                 | Maire de Pleumartin |
| 1967    | 1979                | Guy Jugla                                                 | FGDS puis MRG        | Ancien résistant FFI, chef d'entreprise Maire de Pleumartin (1965-1977)                                                       |
| 1979    | 2004                | Emmanuel Chambord                                         | DVG                  | Professeur de collège Maire de Pleumartin                                                                                     |
| 2004    | 2012 (décès)        | Bernard Doury,                                            | DVD                  | Vétérinaire Maire de Pleumartin (2008-2012) Président de la Communauté de Communes des Vals de Gartempe et Creuse (2008-2011) |
| 2012    | 2015                | Béatrice Forestier                                        | DVD                  | Cadre à La Roche-Posay |

### Conseillers d'arrondissement (de 1833 à 1940)
Le canton de Pleumartin avait deux conseillers d'arrondissement.
| Période                                  | Période      | Identité                                       | Étiquette   | Qualité |
| ---------------------------------------- | ------------ | ---------------------------------------------- | ----------- | --- |
| 1833                                     | 1836         | Pierre Montigny (1770-1855)                    |             | Propriétaire à Chenevelles                                                                                  |
| 1836                                     | 1842         | René Norbert Lhéritier de Chézelle (1769-1852) |             | Maire de Vicq-sur-Gartempe (1840-1843)                                                                      |
|                                          |              |                                                |             | |
| av.1880                                  | 1895         | Ludovic Martin                                 | Républicain | Agriculteur, suppléant du juge de paix, maire de Chenevelles                                                |
| av.1886                                  |              | Théodule-Prudent Fradin                        | Républicain | Maire de Lésigny, suppléant du juge de paix                                                                 |
|                                          |              |                                                |             | |
| 1898                                     |              | M. Rebicq                                      | Républicain | |
| 1898                                     |              | M. Pasquier                                    | Républicain | |
|                                          |              |                                                |             | |
| 1919                                     | 1925         | André Bordier                                  | Républicain | Maire de Vicq-sur-Gartempe                                                                                  |
| 1919                                     |              | M. Roux                                        | Radical     | |
| 4 oct.1925                               | 1935 (décès) | Prosper Morisset (1879-1935)                   | Radical     | Menuisier, maire de Pleumartin (1912-1929)                                                                  |
| 6 oct.1935                               | 1937         | M. Pilot                                       | Radical     | Maire de Pleumartin                                                                                         |
| 1937                                     | 1940         | Ernest Ouvrard                                 | Radical     | Adjoint au maire de Pleumartin                                                                              |
| 1940                                     |              |                                                |             | Les conseils d'arrondissement ont été suspendus par la loi du 12 octobre 1940 et n'ont jamais été réactivés |
| Les données manquantes sont à compléter. |              |                                                |             | |

## Composition
| Nom                    | Code Insee | Intercommunalité       | Superficie (km2) | Population (dernière pop. légale) | Densité (hab./km2) |
| ---------------------- | ---------- | ---------------------- | ---------------- | --------------------------------- | ------------------ |
| Pleumartin (chef-lieu) | 86193      | CA Grand Châtellerault | 23,92            | 1 233 (2014)                      | 52                 |
| Chenevelles            | 86072      | CA Grand Châtellerault | 29,30            | 470 (2014)                        | 16                 |
| Coussay-les-Bois       | 86086      | CA Grand Châtellerault | 43,32            | 973 (2014)                        | 22                 |
| Leigné-les-Bois        | 86125      | CA Grand Châtellerault | 29,97            | 571 (2014)                        | 19                 |
| Lésigny                | 86129      | CA Grand Châtellerault | 13,21            | 544 (2014)                        | 41                 |
| Mairé                  | 86143      | CA Grand Châtellerault | 20,57            | 162 (2014)                        | 7,9                |
| La Puye                | 86202      | CU Grand Poitiers      | 23,57            | 616 (2014)                        | 26                 |
| La Roche-Posay         | 86207      | CA Grand Châtellerault | 35,31            | 1 547 (2014)                      | 44                 |
| Vicq-sur-Gartempe      | 86288      | CA Grand Châtellerault | 33,22            | 653 (2014)                        | 20                 |

## Démographie
| 1962  | 1968  | 1975  | 1982  | 1990  | 1999  | 2006  | 2011  | 2012  |
| ----- | ----- | ----- | ----- | ----- | ----- | ----- | ----- | ----- |
| 7 458 | 7 058 | 6 514 | 6 351 | 6 227 | 6 215 | 6 514 | 6 744 | 6 744 |